# Ancien hôtel Continental (Pau)
Pour les articles homonymes, voir Hôtel Continental.
Le Continental est un ancien établissement hôtelier situé au 2, rue Maréchal-Foch, à Pau, dans le département français des Pyrénées-Atlantiques, en région Nouvelle-Aquitaine.
Construit entre 1910 et 1914, pour Joseph de Marthe, par l'architecte palois Joseph Larregain, l'édifice devient un hôtel en 1919 et garde cette vocation jusqu'à sa fermeture en 2024.
Le bâtiment est racheté à la famille Touyarot qui l'avait acquis en 1934, le 30 novembre 2023 par le groupe CIR (Compagnie Immobilière de Restauration).
L'établissement a cessé ses activités le 10 novembre 2024 après 105 ans d'exploitation.

## Situation
L’hôtel fait angle avec la rue Maréchal-Foch et la rue Samonzet.

## Historique
L’immeuble est construit à la demande de Joseph de Marthe à partir de 1910, sur les plans de l’architecte Joseph Larregain.
Joseph de Marthe, né Joseph Jules Marthe à Pau le 21 avril 1861, est le fils naturel d’une princesse belge, sœur morganatique du roi Léopold II. Après avoir été déclaré fils d’une certaine Dominique Marthe, il est confié à une famille établie à Espléchède et devient domestique à Pau, pour de nombreuses familles anglaises. Il est engagé, à l’âge de 22 ans par la princesse, revenue à Pau en cure, qui ne lui avoue alors être sa mère que sur son lit de mort. Étant son seul héritier, il acquiert une colossale fortune. Il décide alors, la construction d’un immeuble de rapport à l’angle de la rue Samonzet et de la rue Maréchal-Foch et en fait dresser les plans par l’architecte Joseph Larregain le 16 novembre 1910.
Après quelques modifications dans le courant de l’année 1913, l’édifice est terminé en 1914. Malheureusement, la Première Guerre mondiale arrive et le bâtiment est réquisitionné comme hôpital militaire. L’édifice est acquis, puis transformé en hôtel de 106 chambres en 1919, par la Société des hôtels modernes qui conserve la propriété du fond jusqu’en 1934, année où celui-ci est racheté par René Touyarot.
Pendant la Seconde Guerre mondiale, René Touyarot, grand résistant, héberge et protège des réfugiés juifs en partance vers l’Espagne, mais également des espions anglais venus organiser les premiers parachutages d’armes et matériels à destination des maquis.
En novembre 1942, la zone libre est envahie par les Nazis, la Wehrmacht réquisitionne les deux premiers étages de l’hôtel, et René Touyarot manque de peu, de se faire arrêter par la Gestapo, poursuivi par un mandat d’arrêt, il quitte l’hôtel et ses fonctions jusqu’en 1944, tandis que l’établissement continue d’accueillir la résistance locale à la barbe des Allemands jusqu’à la fin de la guerre.
En 1955, son fils Jean, de retour à Pau après des études en Droit à Bordeaux, ainsi que de nombreuses formations dans plusieurs établissements hôteliers en Angleterre et en Espagne, récupère la gestion de l’hôtel familial en 1959 et acquiert les murs en 1963. Il entreprend alors une vaste campagne de rénovations qui s’étale jusqu’en 1970.
Durant les années 1987 et 1988, l’hôtel se voit amputé de 900 mètres carrés sur la rue Samonzet, où s’installent alors une agence immobilière, la Sacem et une compagnie d’assurance.
En 2005, le fonds de l’hôtel est acquis par la famille Ferlat qui en est encore aujourd’hui la propriétaire, sous la bannière Best Western.
En 2017, l’hôtel est totalement rénové, autant à l’extérieur, où un ravalement complet et une réfection totale de la toiture sont exécutés, qu’à l’intérieur, où une grande majorité des chambres sont rafraichies.
L’hôtel a accueilli de nombreuses personnalités depuis 1919, comme Raimu, Mistinguett, Antoine de Saint-Exupéry, Fangio, Fausto Coppi, Michèle Morgan, Roger Hanin, Jacques Brel, Simone de Beauvoir, Jacques Chirac, François Mitterrand, Johnny Hallyday, Amélie Nothomb.
Le 30 novembre 2023, le bâtiment est vendu par la famille Touyarot au groupe CIR Compagnie Immobilière de Restauration pour la somme de 3,65 millions d'euros, laquelle à pour but de transformer l'établissement en une cinquantaine d'appartements.
L’établissement, classé 3 étoiles, fut, jusqu'à sa fermeture, le 10 novembre 2024, le dernier des grands hôtels de la Belle Époque, encore en activité à Pau. L'ensemble du mobilier de l'hôtel sera dispersé du 21 au 24 novembre 2024.

## Architecture et description
Construit dans les dernières années du style Haussmannien, l’architecte Joseph Larregain s’inspire librement de l’hôtel Plaza Athénée à Paris, construit dans le même style et à la même période.
L’édifice, sis sur un angle au croisement de deux rues, se compose d’un grand corps de bâtiment en « L », muni d’une tour sur l’angle. Il se développe sur sept niveaux dont un en sous-sol, et est pourvu à l’origine d’une vaste cour intérieure accueillant garages et remises, dont l’accès se fait alors via une porte cochère donnant sur la rue Samonzet et dont les contours sont encore visible de nos jours.
Un café donnant sur la rue Maréchal-Foch existe dès les débuts de l’hôtel, mais est remplacé dans les années 1980 par une agence d’assurance. Un restaurant est également présent, mais ayant plusieurs fois changé de place au cours des réaménagements successifs, avant son emplacement actuel depuis 2010.
À l’origine, pourvu de 106 chambres, l’hôtel passe à une capacité de 74 chambres à la suite d'une réduction de sa surface à la fin des années 1980.